# Shiva-mikan
Citrus leiocarpa
Sous-espèce
Shiva-mikan est une petite mandarine réputée pour sa précocité et sa rusticité, elle serait avec C. unshu et 'Cleopatra' les mandarines les plus résistantes au froid (1988), elle a été utilisée par les soviétiques comme géniteur d'agrumes rustiques.

## Dénomination
Les orthographes suivantes se rencontrent : Siva-Mikan (Sotchi, 1940) Shiva-Mikan ou en deux mots.
Le nom binomial est incertain. Tomitaro Makino (1940) la nome Citrus deliciosa Tenore «Ancien nom du mandarinier et du きしらみかん (Kishiramikan) » (Kishira est une localité du District de Kimotsuki, Préfecture de Kagoshima, le pays du Daidai d'Hetsuka), synonyme de  一名とみかん (Ichina to mikan). 
Citrus leiocarpa Tan. ’Shiva - Mikan’ est le nom binomial utilisé par les russes, les ukrainiens et les biélorusses qui donnent pour pays d'origine le Japon et qui l'ont cultivé sur le littoral de la Mer Noire. Marginalement le vieil usage Citrus nobilis Shiva-mikan se trouve dans les textes anciens (Tbilisi - 1938).
Marcovitch (1927) écrit « à Soukhoumi, le shiva-mikan blanc naît début octobre et, parce qu'il mûrit tôt, les Américains l'appellent SummerIemon» et l'écrit en géorgien შივა-მიკან (shiva-mik’an), en russe Шиба Микан (Šiba Mikan) . On parle de mandarine blanche en raison de la peau extrêmement lisse du fruit, leiocarpa signifie fruit lisse.   

## Description
Citrus leiocarpa hort. ex Tanaka est une espèce dont les cultivars les plus connus sont les mandarines Koji qui est une population de cultivars, 'Su ruga -Yuko' figure dans la collection INRAE-Cirad. Markovitch écrit que le type appelé Shiva mikan est un parent le plus proche de la mandarine Jindo. Ces fruits appartiennent au groupe des petites mandarines plus ou moins sauvages des îles Ryūkyū (Taruya Akirasu) à la Chine.

### Phénotypes
Makino décrit un arbre de 5 m de haut, aux feuilles petites (5 à 7 cm de long) parfois bipennées, le fleur apparait en juin, elle est petite. Le fruit jaune-rouge est légèrement aplati est lui aussi petit: 3 à 4 cm de haut caractérisé par l'exocarpe lisse. Il est comestible. Maniko préfère le cultivar ナカラズ (Nakaruzu).

### Rusticité remarquable
Boris Tkatchenka (Les agrumes russes - 1951) classe Shiva-Mikan en 4e position de sa liste des agrumes résistants au froid d'après Ryndine (ingénieur à la station expérimentale de Soukhoumi), après Poncirus trifoliata, Severinia buxifolia, Citron d'Itchang et devant Satsuma Wase (C. Unshiu Marc.) et Kumquat Nagami. Son indice de résistance au froid est deux fois meilleur que Natsudaidai ou yuzu réputés rustiques.
Les agronomes russes sous la direction de Fedor Mikhailovich Zorin (1904-1967) ont réalisé des hybridations en vue d'obtenir des agrumes résistants au froid: avec des clémentines et des satsumas, les résultats étaient prometteurs plus rustique que la satsuma, maturité plus précoce, fruits de qualité similaire. 'Sochi grapefruit' est un hybride du C. paradisi 'Duncan' avec une meilleure résistance au froid. Parmi les obtentions la mandarine Sochi est une satsuma naine avec une excellente rusticité. 
Les pépiniéristes vendent Shiva-mikan ou Shiva-mikan x Koji comme agrumes de gout agréable pour culture en climats froids (−10 à −12 °C), il convient de vérifier que le porte-greffe proposé est au moins aussi rustique qu'elle.